# Kayla Williams
Kayla Rose Williams (Nitro, 8 maggio 1993) è una ginnasta statunitense.

## Palmarès

### Mondiali
- 1 medaglia:
  - 1 oro (Londra 2009 nel volteggio)